# 金塚村
金塚村（かなづかむら）は、かつて新潟県北蒲原郡にあった村。

## 沿革
- 1889年（明治22年）4月1日 - 町村制施行に伴い北蒲原郡金山村、貝塚村、小国谷村、貝屋村、金沢新村新田、下坂町村、下小中山村、境新村新田、寺尾新村新田、大野新田、戸野湊新田、岡島新田、青田新田、金子新田、藤井新田、俵橋新田、中川新田、相馬新田が合併し、金塚村が発足。
- 1903年（明治36年）11月1日 - 北蒲原郡堀切村の大字弥彦岡・塩津・城塚を編入。
- 1915年（大正4年）4月15日 - 大字金子・青田・藤井を合併し大字金塚とする[1]。
- 1955年（昭和30年）
  - 7月20日 - 北蒲原郡加治村と合併し、加治川村となり消滅。
  - 10月20日 - 旧村域の大字上城塚・下城塚・塩津・弥彦岡が加治川村から分離され、北蒲原郡中条町に編入。

## 経済

### 産業
農業
『大日本篤農家名鑑』によれば金塚村の篤農家は、「白勢正員、白勢長衛、長谷川秀太郎、宮下銀六」などがいた。
商工業
白勢正衛、白勢正次の職業は貸地である。

### 地主
白勢友彌、白勢正衛は金塚村の大地主である。

## 学校

### 小学校
- 金塚村立金塚小学校
- 金塚村立貝屋小学校

### 中学校
- 金塚村立金塚中学校

## 交通

### 鉄道路線
- 日本国有鉄道
  - 羽越本線
    - 金塚駅

## 出身・ゆかりのある人物
- 白勢春三（衆議院議員、貴族院議員、第四銀行、新潟貯蓄銀行各頭取）
- 白勢友彌、白勢正衛（農業、大地主）
- 白勢文三郎[3]（新発田銀行専務取締役）